# Lake Bonneville

Karte des Nordwestens der Vereinigten Staaten während des Pleistozäns rund 14.500 Radiokarbon-Jahre (~17.500 Kalenderjahre) vor unserer Zeit

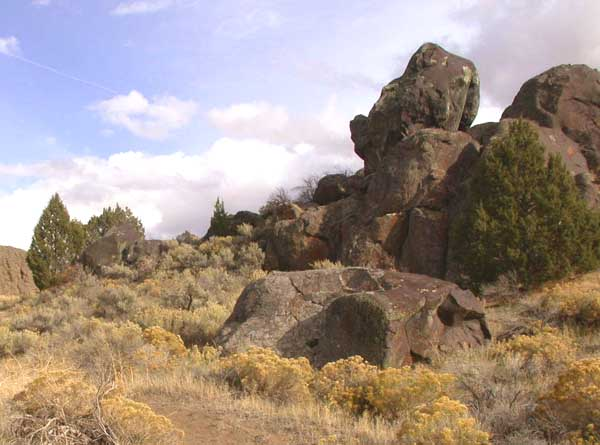
Felsblöcke, die von der Flut rund 100 km transportiert wurden

Lake Bonneville ist der Name für einen ehemaligen See im Westen der heutigen Vereinigten Staaten. Er existierte in einem Pluvial im späten Pleistozän, während der letzten Eiszeit und bedeckte große Teile des heutigen Utahs mit Ausläufern nach Norden bis Idaho und im Westen bis Nevada. Aus ihm sind der Große Salzsee und die meisten kleineren Seen Utahs hervorgegangen. Er wurde von Grove Karl Gilbert nach Benjamin Bonneville benannt, einem Offizier und Pelzhändler, der Teile der westlichen Rocky Mountains, des Großen Beckens und Oregons erkundete.
Vor rund 16.000 Jahren hatte der See seine größte Ausdehnung von rund 52.000 km² und erreichte damit die Größenordnung des heutigen Lake Michigan. Seine maximale Tiefe betrug rund 300 m. Vor rund 14.000 Jahren brach in der Bonneville-Flut das Seeufer im Norden und in einem katastrophalen Flutereignis überströmte er in die Ebene des Snake Rivers und legte dort und auf dem Columbia Plateau stellenweise den Columbia-Plateaubasalt frei, der bis heute das Landschaftsbild des Snake-Columbia-Flusssystems prägt.

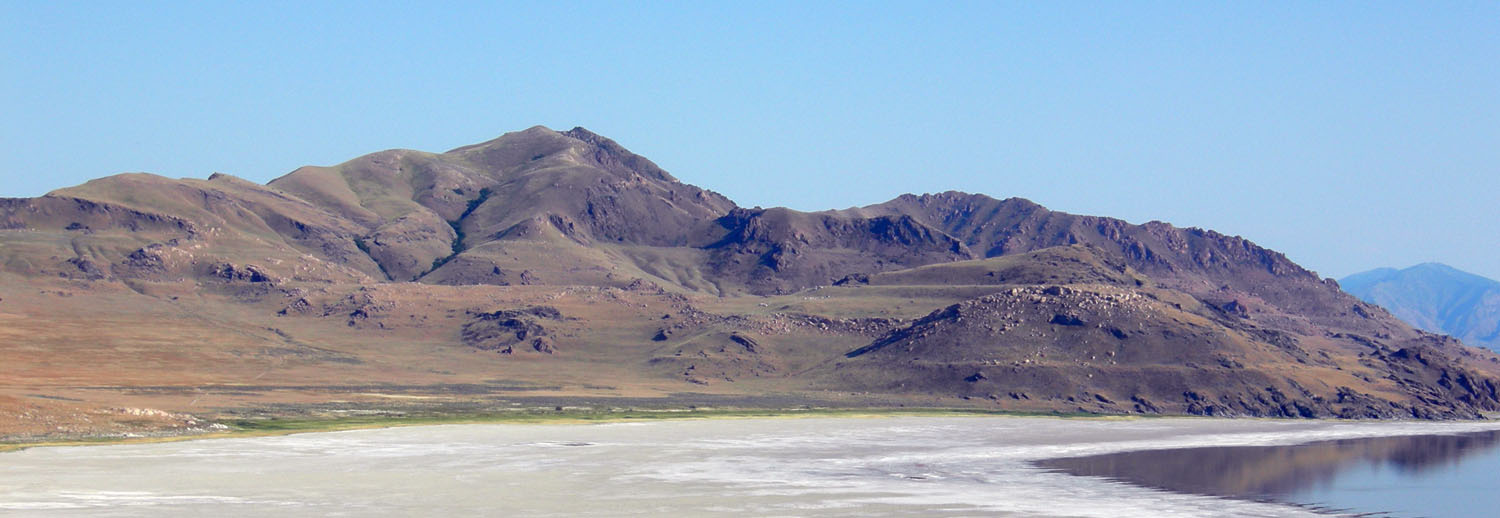
Ehemalige Uferlinien des Lake Bonneville an den Hängen von Antelope Island

Der Lake Bonneville hatte im Laufe seiner Existenz schwankende Wasserstände und Uferlinien, die sich in Form von Tuffablagerungen und terrassenförmigen Uferstrukturen an verschiedenen Stellen Utahs zeigen. Die älteste Uferlinie ist das Stansbury Level, das vor etwa 22.000 Jahren einen Wasserspiegel von 1351 bis 1369 m über dem Meer belegt. Es folgten das Bonneville Level vor rund 16.000 Jahren mit dem Höchststand bei 1600 m und das Provo Level nach der Flutkatastrophe vor 14.500 Jahren mit 1480–1490 m. Vor etwa 11.500 Jahren erreichte der See seinen Tiefststand und stieg danach wieder auf das Gilbert Level vor 10.000 Jahren mit 1293–1305 m. Der heutige Wasserspiegel des Großen Salzsees liegt bei 1283 m. Die Spuren der verschiedenen Uferlinien lassen sich am besten auf Antelope Island, einer Insel im Großen Salzsee, sehen.
Ursache der Schwankungen waren und sind wie bei allen Effekten von Pluvialen Veränderungen im Klima, sowohl der Temperaturen und damit der Verdunstung, wie der Niederschläge. Die Mineralien, insbesondere die Salze, des Seewassers, fielen bei der Verdunstung aus und konzentrierten sich auf dem und im sukzessive freigelegten Boden. Sie bildeten die Große Salzwüste westlich und südwestlich des Großen Salzsees mit einer Fläche von rund 10.360 km², die für ihre perfekt glatte Oberfläche berühmt ist, weshalb auf dem Bonneville Flats genannten Rennkurs Geschwindigkeitsrekorde aufgestellt werden.
Die Flut von vor rund 14.000 Jahren hat ebenfalls deutliche Spuren in der Landschaft hinterlassen: Im Umfeld des Red Rock Pass im südlichen Idaho, südlich von Downey, kann der Ort des Bruchs des Seeufers gefunden werden. Hier war die Uferlinie durch sandige Schwemmfächer geologisch früherer Seestrukturen gebildet, die unter dem Wasserdruck nachgaben. Bei ihrem Bruch wurde das Grundgestein freigelegt, das aus kreidezeitlichem Dolomit, Kalkstein und einem hellbraunen Schiefer besteht. Von hier bis Pocatello ist der Talgrund auf etwa 75 km mit Geröll und Kieselsteinen aus dem Flutereignis gefüllt. Einzelne Brocken wurden auch wesentlich weiter transportiert.

## Trivia
- In den Wasatch Mountains östlich von Logan steht am Hang über dem United States Highway US-89 eine Steinsäule, die das Niveau das Wasserspiegels bei der maximalen Ausdehnung des Sees vor etwa 16.000 Jahren markiert.
- Nach dem See wurde der Krater Bonneville auf dem Mars benannt.
- Das Motorrad Triumph Bonneville erhielt seinen Namen, weil Triumph und andere Motorradhersteller auf dem ausgetrockneten Salzsee mehrfach Geschwindigkeitsrekorde aufstellten.